# Chiesa di Sant'Elena (Zerman)
La chiesa di Sant'Elena Imperatrice è il principale luogo di culto cattolico di Zerman, frazione di Mogliano Veneto, sede dell'omonima arcipretura, compresa nel vicariato di Mogliano, della diocesi di Treviso.

## Storia

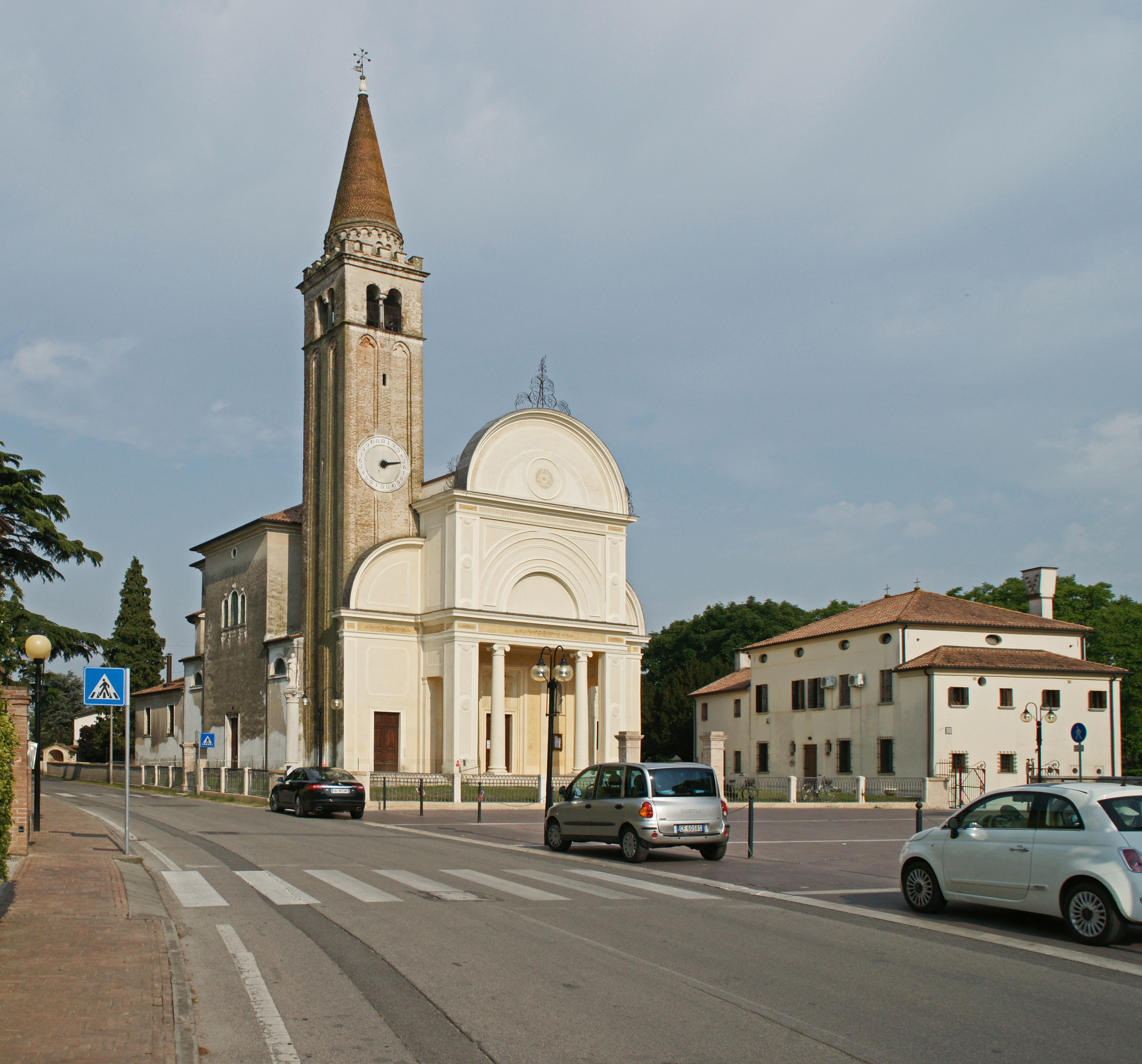
La chiesa di Zerman

La sua storia è stata a lungo legata alla pieve di Casale sul Sile, di cui ha costituito una cappella e da cui si affrancò nel 1596. Nel 1804 il vescovo di Treviso Bernardino Marin, C.R.L. le concede il titolo  arcipretale.
L'edificio ha assunto le forme attuali nel 1895, avendo il parroco don Domenico Scabello affidato all'architetto Giuseppe Segusini l'incarico di progettare una nuova chiesa (1870). L'architetto feltrino, molto attivo nel campo dell'arte sacra, le diede un aspetto spiccatamente neorinascimentale.
La nuova parrocchiale venne consacrata nel 1908.

## Descrizione

### Esterno
La facciata si caratterizza per l'ampio pronao abbellito da due colonne ioniche e culminante con un timpano a tutto sesto; al corpo centrale sono affiancate due ali culminanti con due quarti di cerchio. Sulle sommità del timpano e dei quarti sono degli ornamenti in ferro battuto. Sulla facciata sussiste, un affresco della patrona attribuito alla scuola del Veronese, se non al Veronese stesso.

#### Sagrato
Presso il sagrato, il 10 aprile 1827, fu eretta una colonna romana sulla quale venne posta una statuetta della patrona. Questo spazio era in passato utilizzato come cimitero, al quale è legata una curiosa vicenda: verso la fine del XVI secolo fu teatro di una rissa che vide la morte di un uomo; benché il camposanto fosse stato riconsacrato, per diverso tempo la comunità, molto turbata, non volle seppellirvi i propri morti, tant'è che il vescovo di Treviso, mentre effettuava una visita pastorale, constatò la presenza di alcune bare nascoste nella chiesa, alcune con persone morte da mesi.

### Interno
L'opera più pregevole degli interni è sicuramente la pala dell'altar maggiore: una Madonna con Bambino e santi opera di Palma il Vecchio. Sugli altari laterali si hanno, a sinistra, una Madonna del Parto attribuita a Carletto Caliari, figlio del Veronese, e, a destra, un Sant'Antonio di ignoto. Sconosciuti anche gli autori degli altri due dipinti della navata destra, un Martirio di san Sebastiano e una Madonna del Rosario. Nei pressi dell'ingresso è collocata una terracotta smaltata che rappresenta una Madonna con Bambino.
Degni di nota sono anche due stendardi dipinti ad olio su tela. Il primo, di scuola romana, risale al XVI secolo raffigura due Scene della vita di Sant'Elena. Il secondo, di scuola veneziana, è del XVIII secolo, mostra una Madonna con Bambino e san Domenico. Sono presenti altre due pale, della fine del XX secolo, del pittore Oleg Supereko.

#### Organo a canne
Nella chiesa, si trova l'organo a canne Mascioni opus 465, costruito nel 1934; esso sostituisce un precedente strumento di Giacomo Bazzani della prima metà del XIX secolo. Lo strumento, a trasmissione elettrica, dispone di 14 registri su due manuali e pedale.

### Casa canonica
Un accenno merita anche l'antica casa canonica, costruita probabilmente quando la chiesa Zerman fu eretta a parrocchia, nel 1596.